# Fundação Dom Cabral
la Fundação Dom Cabral (FDC) è una scuola di business brasiliana senza scopo di lucro ed è nata dal Centro di Estensione dell'Università pontificia cattolica di Minas Gerais.

## Storia
Fondata nel 1976, la Fundação Dom Cabral (FDC) nasce con la missione di formare leader aziendali preparati ad affrontare le sfide del mondo degli affari. Nel corso della sua storia, la FDC ha costruito una solida reputazione come una delle principali business school dell’America Latina, distinguendosi per l’innovazione didattica e le partnership strategiche con istituzioni di prestigio internazionale.
Nel 1989 è stato creato il primo programma di partnership dell’istituzione: il CTE – Centro di Tecnologia Esecutiva, rivolto a dirigenti desiderosi di applicare immediatamente le conoscenze all’interno delle proprie aziende. L’anno successivo, la FDC ha stretto la sua prima alleanza internazionale con l’INSEAD (Francia), sviluppando programmi a iscrizione aperta per dirigenti senior operanti in Brasile.
Proseguendo nella sua vocazione collaborativa, nel 1992 la Fondazione ha lanciato il PAEX – Partners for Excellence, un programma di partnership rivolto alle medie imprese. Nel 1993 è seguita una nuova collaborazione strategica, questa volta con la Kellogg School of Management della Northwestern University (USA), portando in Brasile un programma dedicato ai leader aziendali.
Nel 1996, la FDC ha introdotto una nuova innovazione con il lancio dell’MBA Empresarial, un MBA esecutivo in consorzio, e nel 1999 ha creato il PDA – Partner per lo Sviluppo dell’Azionista, pensato per le imprese familiari e i loro soci.
All’inizio del nuovo millennio, nel 2001, la Fondazione ha inaugurato il Campus Aloysio Farias a Nova Lima (MG), uno spazio dedicato alla formazione immersiva dei dirigenti. Nel 2002 ha stretto una partnership con la Sauder School of Business (Canada), sviluppando programmi per manager ad alto potenziale, compresi percorsi di formazione in Cina.
A dimostrazione del suo impegno per la responsabilità sociale e lo sviluppo sostenibile, nel 2004 la FDC ha aderito al Global Compact delle Nazioni Unite, integrandone i principi nelle decisioni istituzionali. Nel 2005, i suoi programmi MBA hanno ottenuto l’accreditamento da parte dell’Association of MBAs (AMBA) e, nel 2007, ha ricevuto la certificazione EQUIS, rilasciata dalla EFMD.
L’espansione internazionale è proseguita nel 2012 con la collaborazione con la Hult International Business School, diventando sede del programma globale di rotazione dei campus della scuola. Nel 2015, una nuova alleanza con la SKEMA Business School ha consolidato la presenza della FDC come ospite del Grande École, rafforzando ulteriormente il legame tra il Brasile e l’eccellenza della formazione manageriale internazionale.

## Presenza Internazionale
La Fundação Dom Cabral mantiene partnership accademiche strategiche con istituzioni di alta reputazione in tutto il mondo. Di seguito, l'elenco dei paesi e delle rispettive università e business school affiliate:

#### Argentina
- ITBA – Instituto Tecnológico de Buenos Aires
- UdeSA – Universidad de San Andrés

#### Bielorussia
- Business School XXI Century-Consult

#### Canada
- Rotman School of Management
- École des Sciences de la Gestion – Université du Québec à Montréal

#### Cina
- CEIBS – China Europe International Business School
- CKGSB – Cheung Kong Graduate School of Business
- ZIBS – Zhejiang University International Business School
- Beijing Foreign Studies University – International Business School (IBS.BFSU)

#### Colombia
- Universidad de Los Andes – School of Management

#### Costa Rica
- INCAE Business School

#### Finlandia
- Aalto University School of Business

#### Francia
- INSEAD
- HEC Paris
- Kedge Business School
- Léonard de Vinci Business School
- Audencia Business School
- EM Normandie Business School
- IAE Montpellier
- NEOMA Business School
- BSB – Burgundy School of Business
- ICN Graduate School of Business
- Emlyon Business School
- IDRAC Business School
- ESCP Business School
- Grenoble School of Management
- IPAG Business School
- EDC Paris Business School

#### India
- IIMA Indore – Indian Institute of Management Indore
- Athena School of Management
- O.P. Jindal Global University
- Institute of Marketing and Management (IMM) – Business School

#### Irlanda
- University of Galway – J.E. Cairnes School of Business

#### Israele
- University of Tel Aviv
- Reichman University

#### Italia
- SDA Bocconi School of Management

#### Marocco
- Africa Business School – ABS (Mohammed VI Polytechnic University – UM6P)

#### Messico
- ITAM – Instituto Tecnológico Autónomo de México
- ITESO – Universidad Jesuita de Guadalajara

#### Mozambico
- Universidade Politécnica de Moçambique – Grupo IPS

#### Norvegia
- University of Agder

#### Paraguay
- Universidad Paraguayo Alemana – UPA

#### Perù
- CENTRUM – PUC Peru

#### Polonia
- University of Economics in Katowice

#### Portogallo
- Porto Business School
- Católica Lisbon School of Business and Economics
- NOVA School of Business and Economics
- CE-CPLP – Confederação Empresarial da Comunidade dos Países de Língua Portuguesa

#### Regno Unito
- Imperial College London
- University of Oxford – Saïd Business School
- King’s College London

#### Russia
- SKOLKOVO – Moscow School of Management
- HSE University – St. Petersburg

#### Spagna
- ESADE Business School
- FOM – Fundación Ortega-Marañón
- UPF Barcelona School of Management

#### Stati Uniti d’America
- Kellogg School of Management
- Bentley University
- OEA – Organizzazione degli Stati Americani
- FHSU – Fort Hays State University
- University of Pennsylvania – The Wharton School
- UIC – University of Illinois Chicago

#### Sudafrica
- Stellenbosch University
- Gordon Institute of Business Science (GIBS) – University of Pretoria

#### Svizzera
- IMD – International Institute for Management Developmen

#### Ungheria
- University of Györ

#### Uruguay
- UCU Business School
- IEEM – Escuela de Negocios